# Francisco Gomes de Matos
Francisco Cardoso Gomes de Matos (Crato, c. 1933) é um letrólogo brasileiro, atuante no campo da linguística, conhecido por seus trabalhos na linguística aplicada, especialmente na área de ensino de inglês como língua estrangeira.

## Biografia
Graduado em Letras (1956) e em Direito (1958) pela Universidade Federal de Pernambuco (UFPE), obteve o título de mestre em Letras pela Universidade de Michigan em 1960 com a dissertação Ensino de línguas no Brasil e, em 1973 o título de doutor em Linguística Aplicada ao Ensino de Línguas, pela Pontifícia Universidade Católica de São Paulo, com a tese A influência de princípios da linguística em manuais para professores de inglês.
Fundador da Associação Brasileira de Linguística, integrou sua primeira diretoria, como secretário, além de ter sido seu presidente no biênio 1981-1983.
Atualmente é professor emérito da Universidade Federal de Pernambuco, ministrando na pós-graduação disciplinas de linguística, psicolinguística e linguística aplicada, além de ser orientador na elaboração de resenhas, artigos, dissertações e teses.

## Obras
Além de inúmeros trabalhos publicados em periódicos e revistas, publicou os seguintes livros:
- Methodology and linguistics for the brazilian teacher of english (São Paulo: 1970)
- Modern portuguese. A project of the modern language association of America (Nova Iorque: 1971)
- Lingüística aplicada ao ensino de inglês (São Paulo: 1976)
- Como avaliar um livro didático - língua portuguesa (São Paulo: 1984)
- Pedagogia da positividade: comunicação construtiva em português (Recife: 1996)
- Comunicar para o bem. Rumo à paz comunicativa (São Paulo: 2002)
- Dignidade - uma visão multidimensional. ISBN 9781937570378 Dignity Press: 2013[3]